# Próba Romberga
Próba Romberga – element badania neurologicznego, wprowadzony w 1846 roku przez niemieckiego neurologa Moritza Romberga. Próba Romberga jest przeprowadzana w celu oceny równowagi statycznej bez kontroli wzroku. Próba nie wymaga specjalistycznej aparatury pomiarowej lub pomieszczenia, w którym wykonywane jest badanie i może być przeprowadzona przez każdego.

## Podstawy
Zdolność utrzymania postawy stojącej zależy od niezaburzonej percepcji bodźców z trzech układów i móżdżku:
- narządu przedsionkowego ucha wewnętrznego będącego narządem równowagi
- narządu wzroku, którego rolą jest uświadomienie postawy ciała w korze mózgu i niwelowanie jej zaburzeń
- zachowanych szlaków aferentnych w sznurach tylnych rdzenia kręgowego, dostarczających informacji o czuciu proprioceptywnym ze stóp
- móżdżku, nadrzędnego narządu zbierającego informację z powyższych układów i koordynującego ruchy i postawę ciała

## Przeprowadzenie klasycznej próby Romberga
- Osoba badana jest w pozycji stojącej ze złączonymi stopami i otwartymi oczami, a kończyny górne są opuszczone wzdłuż tułowia.
- Badający poszukuje cech niestabilności bądź chwiejnej postawy mogącej świadczyć o niezborności ruchowej będącej wyrazem uszkodzenia móżdżku bądź narządu przedsionkowego (padanie w stronę uszkodzenia w obu powyższych przypadkach).
- Badający musi być tak ustawiony, aby w razie potrzeby mógł uchronić osobę badaną przed upadkiem.
- Poprosić osobę badaną, by zamknęła oczy.
- Przez ok. 30 sekund badający obserwuje osobę badaną pod kątem chwiejności postawy.
- Próbę uznaje się za dodatnią, gdy osoba badająca zaobserwuje chwiejną postawę dopiero po zamknięciu oczu osoby badanej (postawa bez kontroli wzroku), będącą wyrazem niezborności czuciowej tylnosznurowej (ataksji sensorycznej).

## Wyniki
- Próby nie można wykonać gdy pacjent nie może ustać przy otwartych oczach – wskazuje to na zespoły móżdżkowe lub przedsionkowe albo na uszkodzenie kory ruchowej płatów czołowych mózgu.
- Przy niepewnych wynikach można wykonać zaostrzoną próbę Romberga (modyfikacja próby Romberga ze stopami ustawionymi jedna za drugą i z rękami skrzyżowanymi na klatce piersiowej).
- Próba daje wynik ujemny świadczący o nieprzerwanych drogach aferentnych sznurów tylnych rdzenia lub dodatni, mówiący o ich uszkodzeniu.
- Jeśli osoba badana przy zamkniętych oczach chwieje się w przód i w tył to może to świadczyć o uszkodzeniu móżdżku.

## Przydatność
Dodatnia próba Romberga wskazuje na uszkodzenie sznurów tylnych rdzenia, co może wskazywać na różne przyczyny, a w tym na choroby neurodegeneracyjne wymagające pogłębionej diagnostyki: ucisk na rdzeń, wiąd rdzenia, niedobór witamin z grupy B, zwyrodnienie rdzenia kręgowego, zespół Guillaina-Barrégo, cukrzyca, choroba Charcota-Mariego-Tootha, zespoły otępienne, mocznica, zatrucia metalami ciężkimi i lekami (winkrystyna, izoniazyd). W przypadku ślepoty zmierzchowej u osób z uszkodzeniem sznurów tylnych rdzenia kręgowego może dochodzić do zwiększonego ryzyka upadków.